# Simp
Simp es un anglicismo y término de la jerga de internet que describe a alguien que muestra excesiva simpatía y atención hacia otra persona. Se dedica a la adulación o «hace demasiado por una persona que le gusta», este comportamiento, denominado simping (o «simpear», en español), ha sido descrito como una «versión abiertamente sedienta de stanning». En español, en especial el español de España, se puede comparar el término simp con «pagafantas».

## Orígenes
Originalmente era una abreviatura de la palabra del inglés simpleton («simplón»), una definición del New Partridge Dictionary of Slang and Unconventional English coloca su primer uso conocido del término en 1946. Sin embargo, había aparecido en The New York Times ya en 1923; el 14 de mayo de ese año, se publicó una carta en la que Lillian Henderson criticaba a los miembros de la Asociación de Viudos de Atlantic City y un entonces ya desaparecido club de solteros en la misma ciudad, diciendo «Those bachelor simps are afraid to take a chance and too tight to share their earnings with a wife» («Esos simps solteros tienen miedo de arriesgarse y son demasiado tacaños para compartir sus ganancias con una esposa»).
Su definición actual, con la connotación de que alguien es «suave» y «demasiado comprensivo», comenzó a ser utilizada en las letras de hip hop en la década de 1980. Too $hort, un rapero de la costa oeste de los Estados Unidos activo en la década de los años 80, describió a un simp como un «knockoff pimp» («proxeneta de imitación»), y dijo que su uso común en 2020 era básicamente equivalente a su significado del término. En 1999, se utilizó en la canción de Three 6 Mafia «Sippin 'on Some Syrup» en la estrofa «a pimp not a simp» como «un antónimo de proxeneta»; en 2005 había comenzado a tener un uso limitado en Internet. Sin embargo, algunas definiciones eran «más reveladoras de sus orígenes en el siglo XX», incluido el retroacrónimo «Sucker Idolizing Mediocre Pussy» («Tonto que idolatra coño mediocre»). En julio de 2020, The New York Times describió el término como «bastante antiguo».
La palabra continuó siendo utilizada por los raperos en la década de 2010 y se usó ocasionalmente en Internet, pero no tuvo una gran popularidad hasta 2020, cuando usuarios populares de TikTok comenzaron a hacer memes sobre simps. Tiago García-Arenas, un usuario de TikTok con más de dos millones de seguidores que lanzó una canción llamada «Simp» en 2020, describió al simp al The New York Times en julio de 2020 como «alguien que pone a una mujer en un pedestal». Nelson Cam, otro usuario de TikTok, dijo que los simps eran «tipos que gastan mucho dinero en chicas y no obtienen nada a cambio».

## Uso contemporáneo
Según The Tab, «el simp ha venido a tomar el lugar del softboi», describiéndolo como «un chico que es un fracaso romántico [...] definitivamente el tipo de chico que le dirías a las chicas que es 'un poco demasiado agradable'», y «probablemente ni siquiera tenga un chat grupal de chicos». El término llegó a gozar de gran popularidad en otros sitios web, como Twitch y Twitter; Anna María en The Daily Dot escribe, «solo Twitter podría tomar jergas de nicho de décadas como ‘simp’ y hacer que parezca un nuevo meme viral».
En julio de 2020, la cuenta oficial de Twitter de Archie Comics dijo que prohibiría permanentemente a las personas en su canal de YouTube por comentarios que calificaran al personaje principal de los cómics, Archie Andrews, como un simp. The A.V. Club opinó que, si bien era «bastante seguro decir que Archie Andrews es, simplemente, el más simp de los simps», no se pudieron encontrar tales comentarios en el canal de YouTube del cómic, y la publicación de Twitter probablemente fue un intento de explotar el efecto Streisand para el marketing viral.
En agosto, el político australiano Bill Shorten usó el término en la televisión nacional, diciendo en un segmento de ABC que el primer ministro Scott Morrison necesitaba «asegurarse de que no parezca un simp de Donald Trump».
En septiembre, usuarios en Reddit crearon un compromiso llamado «No Simp September», similar a No Nut November (una abstención de la masturbación durante un mes). La participación en «No Simp September» requería que los usuarios se abstuvieran de votar a favor de fotos de mujeres, mirar pornografía y «dar dinero a las trabajadoras sexuales en línea», incluidas las «e-girls». En octubre, Mikael Thalen en The Daily Dot describió a los usuarios de Twitter como «simpeando duro» por fotos filtradas de Hunter Biden, y en ese mismo mes, The Blemish calificó la palabra como una «sensación global», bautizando la «Era del Simp».
Un artículo del 20 de noviembre en Vox sobre publicaciones humorísticas en TikTok analiza el personaje «Mr. Simp Sexual» del usuario de TikTok de Los Ángeles, Nate Varrone, una de las «estrellas más grandes» del género de «parodia cringe». El personaje, para quien Varrone creó una «historia de fondo elaborada»:
Él es de Míchigan y tenía una novia llamada Melissa con la que quiere volver con mucha ganas. Simplemente no está en un buen lugar en este momento, emocionalmente. Creo que usa TikTok para llenar el agujero en su corazón y encontrar una nueva amante. La excitación que tiene este chico, ningún humano se ha sentido tan excitado en toda su vida. Es como si tuviera una maldición. Cree que tiene que relacionarse con alguien inmediatamente o morirá.
En enero de 2021, Vogue informó sobre una cuenta de Instagram «adoradora» de «simps» autoproclamados que expresaban afecto hacia el candidato al Senado de los Estados Unidos de Georgia, Jon Ossoff.

## Recepción
Si bien el término inicialmente denotaba un tipo específico de adulador, al lograr una amplia popularidad, comenzó a ver el uso como un insulto general. En abril de 2020, un artículo de opinión en Men's Health describió el uso del término como «bastante desastroso», y los hombres que etiquetaron a otros con el término como «imbéciles titulados», diciendo "«si alguna vez has felicitado a una mujer, aparentemente tú eres un simp». En mayo, The Tab declaró que el término se «usaba en broma, a veces para describir incluso el mínimo nivel de respeto entre un hombre y una mujer». Según el Evening Standard, aunque «el término también podría tener algún valor si socava la cultura de encadenar a las personas emocionalmente», también tiene «connotaciones potencialmente ofensivas». María escribe que si bien el término se usa mayoritariamente «irónicamente y sin matices misóginos», en algunos espacios antifeministas, «no se necesita mucho para ser llamado simp», y que «todo, desde suspirar por un enamoramiento hasta realmente respetar las mujeres podrían considerarse simping».
El usuario de TikTok Nelson Cam, en una entrevista del 17 de julio con The New York Times, también dijo: «Siento que muchos chicos vieron esta palabra como una oportunidad para, cada vez que tienen una discusión en línea con, supongo, un feminista masculino o cualquier otro hombre que defiende los derechos de la mujer, tienen un arma automática que pueden usar». Según The Blemish, «debido a que la gente en línea no tiene originalidad, lo que comenzó como un meme inocente se ha convertido en el insulto número uno encontrado entre las conversaciones en Twitter, Reddit e Instagram», y que «una gran mayoría de simps no son tontos tóxicos, misóginos, son solo tipos solitarios desesperados por algo de atención».

### Prohibición en Twitch
En mayo de 2020, se informó que Twitch estaba tomando lo que Kotaku describió como «medidas enérgicas» contra emotes personalizados usando la palabra «simp», y que había estado «en una excursión de eliminación de emotes simp» desde finales de febrero. Twitch a menudo requiere que sus «socios» envíen emoticones personalizados para su aprobación antes de que los usuarios puedan insertarlos; la mayoría de estos gestos mostraban simplemente un transmisor o un personaje ficticio sosteniendo un cartel con «SIMP» escrito en él, o eran rasterizaciones del texto de la palabra en sí. En diciembre de 2020, The Verge describió la palabra como «favorita en la comunidad de Twitch».
Twitch anunció en diciembre de 2020 que se tomarían medidas administrativas contra las cuentas de transmisores y comentaristas que usaran la palabra, junto con «incel» y «virgin» («virgen»), alegando que esas palabras eran ofensivas; La directora de operaciones de Twitch, Sara Clemens, dijo durante una transmisión en vivo que, si bien el uso de las palabras estaría permitido en circunstancias aprobadas, Twitch «negaría proactivamente» los emoticones personalizados que incluían las palabras. Esta prohibición fue parte de una expansión más amplia de la lista de contenido prohibido de Twitch; la política, que se puede ver en el sitio web de Twitch, también prohibía la publicación que «expresaba inferioridad» basada en «deficiencias morales». En el momento del anuncio, estaba previsto que la política entrara en vigor el 22 de enero de 2021.
La recepción del anuncio y los cambios de política propuestos fueron en gran medida negativos; Bryan Rolli en The Daily Dot escribió sarcásticamente que Twitch «probablemente se lo pasaría en grande haciendo cumplir la prohibición de ‘simp’»", y Gizmodo declaró que «los simps y vírgenes reales [eran] todavía bienvenidos» en el sitio. Screen Rant afirma que una prohibición general de «simp», «incel» y «virgin» contrasta desfavorablemente con una política de «se necesita contexto» sobre el insulto racial mucho más ofensivo «nigger». Según Ars Technica, Twitch tiene un «historial inconsistente al responder a informes de comportamiento problemático». En entrevistas con Kotaku, los afectados por la prohibición describieron el uso del término en sus canales como mayormente benigno: un streamer dijo que era «principalmente bromas y, en algunos casos, un cumplido». Otro streamer, aunque reconoció que la palabra a veces se usaba para describir un comportamiento «bastante espeluznante»", dijo que su uso de un emote «simp» era «principalmente una broma dentro de mi comunidad».